# اسرا عامر
اسرا عامر (عربی: إسراء حموية؛ زادهٔ ۱۱ فوریهٔ ۱۹۹۱) یک ورزشکار اهل سوریه است.
از باشگاه‌هایی که در آن بازی کرده‌است می‌توان به باشگاه فوتبال الکرامه سوریه اشاره کرد.
وی همچنین در تیم ملی فوتبال زیر ۲۰ سال سوریه بازی کرده است.